# APEC青年科學節
APEC青年科學節（英語：APEC Youth Science Festival），是亞太經濟合作組織主辦的科學博覽會，旨在吸引對科學技術感興趣的15至18歲青少年，以打破學習的文化障礙。該活動於1998年首次在首爾舉行。韓國總統於1996年11月13日在第二屆APEC科技部長會議上提議舉辦APEC青年科學節。

## 節日列表
| 年份 | 地點               | 名稱             |
| ---- | ------------------ | ---------------- |
| 1998 | 首爾               | 首爾的明信片     |
| 2000 | 新加坡             | 新加坡的七天     |
| 2004 | 中华人民共和国北京 | 科學、青年與未來 |
| 2011 | 泰國巴吞他尼府     | 從自然到科技     |

## 外部連結
- Media Releases - APEC Youth Science Festival in Beijing - Asia-Pacific Economic Cooperation